# Franz Dominicus Brentano

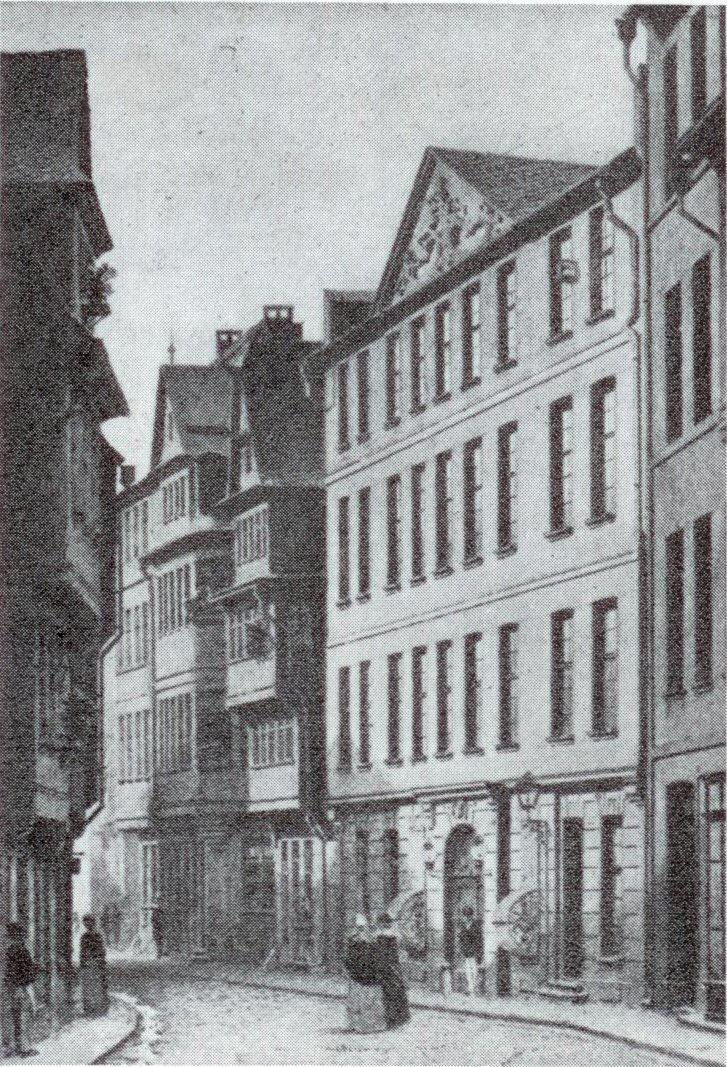
Das Haus „Zum Goldenen Kopf“ in der Großen Sandgasse, Firmensitz und Wohnhaus von Franz Brentano

Francesco Domenico Maria Josef Brentano di Tremezzo, genannt Franz Brentano (* 17. November 1765 in Frankfurt am Main; † 28. Juni 1844 ebenda) war ein Frankfurter Großkaufmann und der zweite Sohn von Peter Anton Brentano aus erster Ehe mit Paula Brentano-Gnosso (1744–1770).

## Leben
Franz Brentano wurde nach dem Tod seines Vaters am 9. März 1797 Chef der Familie Brentano und damit auch des Frankfurter Handels- und Bankhauses Brentano. Er übernahm von seinem Vater auch dessen Würde eines kurtrierischen Geheimen Rates und Residenten, deren Machtumfang und Bedeutung aber bald durch die linksrheinische Annexion Napoleons abnahm.

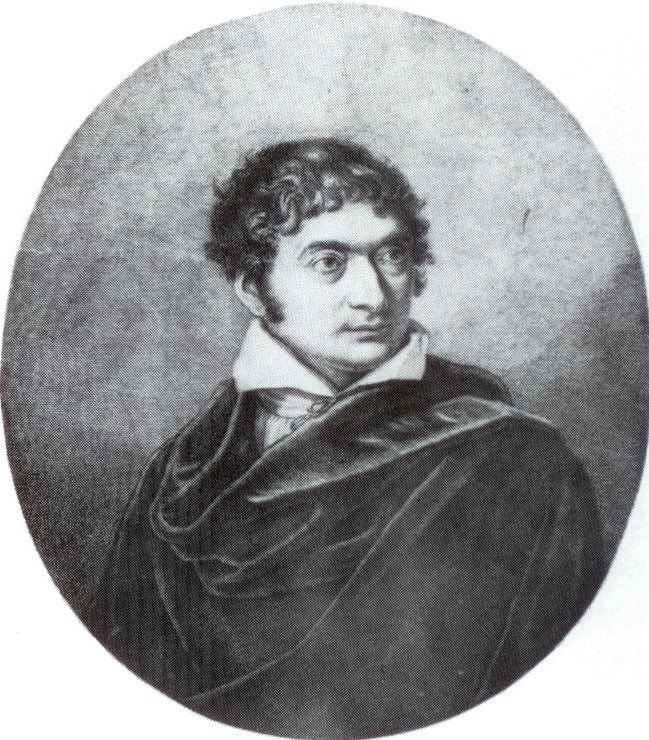
Franz Dominicus Brentano, Porträt von Joseph Stieler, 1808

Mit 32 Jahren heiratete er am 23. Juli 1798 in Wien die 18-jährige Antonie von Birkenstock (1780–1869), einzige Tochter des kaiserlichen Hofrats und begüterten Kunstsammlers Johann Melchior Birkenstock und seiner bereits verstorbenen Ehefrau Caroline Josepha von Hay (1755–1788).
Im Herbst 1806 erwarb er das sog. Brentanohaus in Winkel im Rheingau, das der Familie fortan als Sommerdomizil diente. Zu den vielen Gästen aus Politik und Kultur, die in das Haus  einkehrten, zählten Johann Wolfgang von Goethe, die Brüder Grimm und Freiherr vom Stein.
1809 bis 1812 lebte seine Frau mit den Kindern in Wien im Hause ihres Vaters in der Vorstadt Landstraße, Erdberggasse Nr. 98. Im Frühjahr 1810 machte sie hier die Bekanntschaft von Ludwig van Beethoven. 1816 wurde Franz Brentano Senator der Freien Stadt Frankfurt, als zweiter Katholik nach seinem Schwager Georg Friedrich von Guaita. Ab 1827 war er Schöffe in Frankfurt.
Er ließ 1820 nach Plänen von Karl Friedrich Schinkel ein großzügiges klassizistisches Palais an der Neuen Mainzer Straße erbauen, das die Stadt Frankfurt 1869 kaufte und für einen Straßendurchbruch abbrechen ließ.
Sein Haus war stets ein Mittelpunkt im geistigen und gesellschaftlichen Leben der Stadt. Im Laufe der Zeit gehörten zu seinen Gästen u. a. der Fürstprimas Carl Theodor von Dalberg, Goethe, die Brüder Boisserée, die Brüder Grimm und der Freiherr vom Stein.
Brentano war ein großzügiger Mäzen und Stifter, der unter anderem das katholische Schulwesen Frankfurts förderte. Daneben unterstützte er Beethoven mehrfach mit großzügigen Darlehen. Seine umfangreiche Sammlung von Zeichnungen vermachten seine Nachfahren 1895 an das Städel.

## Nachkommen
Franz Brentano und seine Frau Antonie hatten sechs Kinder:
- Mathilde (* 3. Juli 1799 Frankfurt; † 5. April 1800 ebenda)
- Georg Franz Melchior (* 13. Januar 1801 Frankfurt; † 1. März 1852 ebenda), am 5. Januar 1836 Heirat mit Lilla Pfeifer (* 19. Juni 1813 Offenbach a. Main; † 7. Juli 1868 Gröbersdorf i. Riesengebirge), Schwester des Kölner Zuckerfabrikanten (Pfeifer & Langen) Emil Pfeifer. Die beiden, die sich nach ihrer Heirat Brentano-Pfeifer nannten, hatten 7 Kinder: Agnes (1837–1916) – siehe auch bei Otto von Brentano di Tremezzo, Johanna (1839–1885), den Maler Franz (1840–1888), Maria (1842–1867), Josefa (1844–1875), Emil (1845–1890) und Louise (1848–1866)
- Maximiliane Euphrosine Kunigunde (* 8. November 1802 Frankfurt; † 1. September 1861 Brunnen/Schweiz), am 30. Dezember 1825 Heirat mit Landolin Friedrich Karl Freiherr von Blittersdorf (1792–1861)
- Josefa Ludovica (* 29. Juni 1804 in Frankfurt; † 2. Februar 1875 ebenda), am 28. Mai 1832 Heirat mit Anton Theodor Brentano-Tozza (1809–1895)
- Franziska Elisabeth, genannt Fanny (* 26. Juni 1806 in Frankfurt; † 16. Oktober 1837 ebenda)
- Carl Joseph (* 8. März 1813 Frankfurt; † 18. Mai 1850 ebenda)